# کورفینیوم
کورفینیوم (Κορφίνιον) یک شهر باستانی بود که اکنون در نزدیکی کورفینیو مدرن، در استان لاکویلا (منطقه ابروتزو) قرار دارد.
این شهر پایتخت مردمان ایتالیک در سال ۹۰ قبل از میلاد در آغاز جنگ اجتماعی (۹۱-۸۷ پیش از میلاد) علیه روم بود.